# Magazine (Arkansas)
Magazine è una città degli Stati Uniti d'America situata nello Stato dell'Arkansas, nella Contea di Logan.